# بطرس الناسك

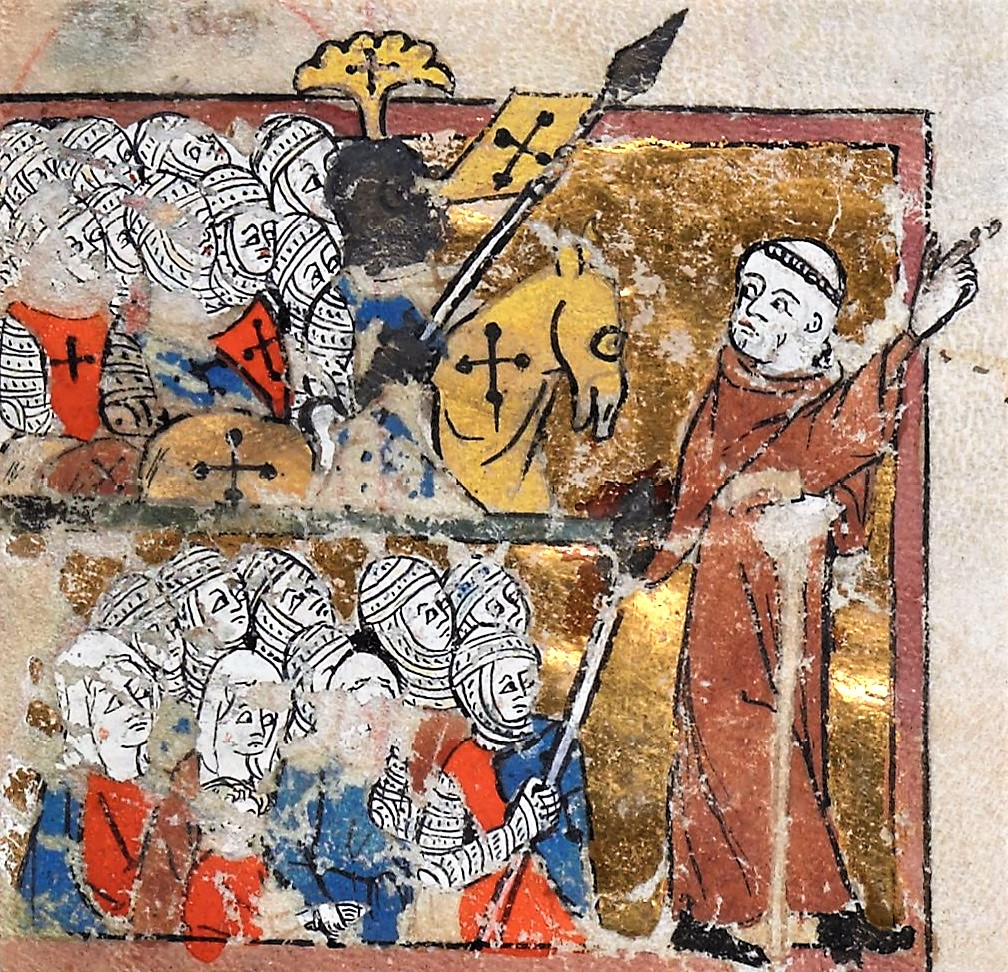
بطرس الناسك يقود الجموع في الحملة الصليبية الأولى

بطرس الناسك (بالفرنسية Pierre l’Ermite) (توفي في 8 يوليو 1115 في نيفموتييه قرب مدينة هوي البلجيكية) هو راهب وخطيب من مدينة أميان الفرنسية وإحدى الشخصيات المحورية في تاريخ الحملة الصليبية الأولى. كان متحدثاً مفوهاً وشخصية كاريزمية قادرة على التأثير على الجماهير، وهو القائد الروحي لما سمي بحملة الفقراء.

## قبل سنة 1096
وفقاً للموسوعة الكاثوليكية  فقد سعى بطرس الناسك للحج إلى بيت المقدس قبل سنة 1096 إلا أن الأتراك السلاجقة صدوه عن ذلك وقاموا بتعذيبه على حد قول الموسوعة.
تختلف المصادر فيما يتعلق بحضوره مجمع كليرمون الشهير الذي رأسه البابا أوربانوس الثاني سنة 1095 من عدمه، ولكن المؤكد أنه كان أحد دعاة الحملة الصليبية الأولى في فرنسا بعد ذلك المجمع، وربما كانت تجربته الشخصية المذكورة هي فقط دافعه إلى ذلك.
وقد استجاب لدعوته آلاف الفلاحين وأجراء الأرض (وخاصةً أنه ادعى أنه عيّن من قبل المسيح ذاته)، حتى سميت هذه الحملة بحملة البسطاء، رغم أنها ضمت أيضاً بعض الجنود النظاميين والفرسان المدربين وبعض النبلاء.
وقد اعتقد بعض أتباعه أنه هو، لا البابا أوربانوس الثاني، هو الداعي الحقيقي للحملة إلى الأراضي المقدسة. ومن شائع الاعتقاد أن جيش بطرس كان فرقة الرهبان الجهلة وغير الأكفاء والذين لم يكن لديهم أدنى فكرة إلى أين سيذهبون، والذين اعتقدوا أن كل مدينة صغيرة أو كبيرة سيطروا عليها في طريقهم أثناء الحملة هي القدس، وقد يكون هذا الاعتقاد صحيحاً إلى حد ما، ولكن التقليد الطويل بالحج إلى الديار المقدسة والقدس جعل موقع وبُعد المدينة المقدسة معروفاً جيداً.

## بعد سنة 1096

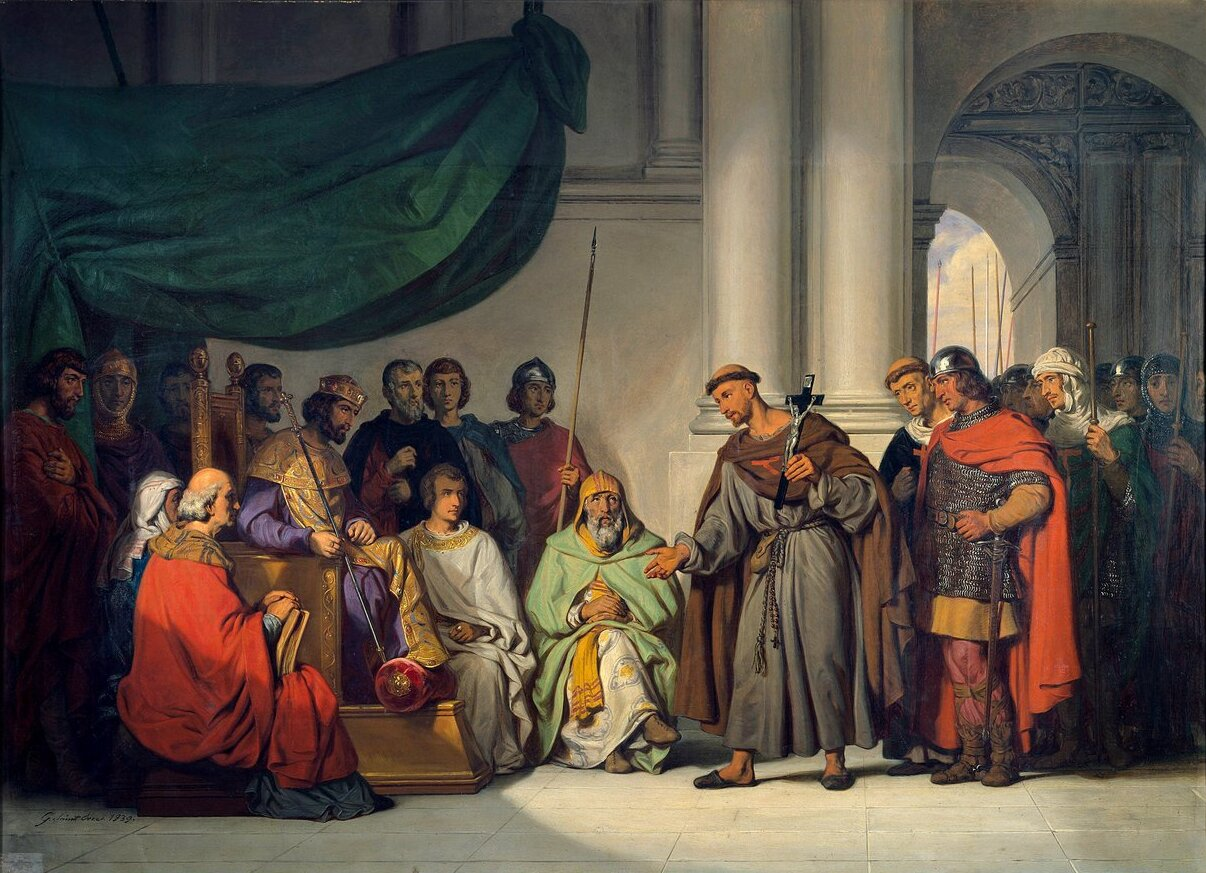
بطرس الناسك يقابل الإمبراطور البيزنطي ألكسيوس كومنينوس

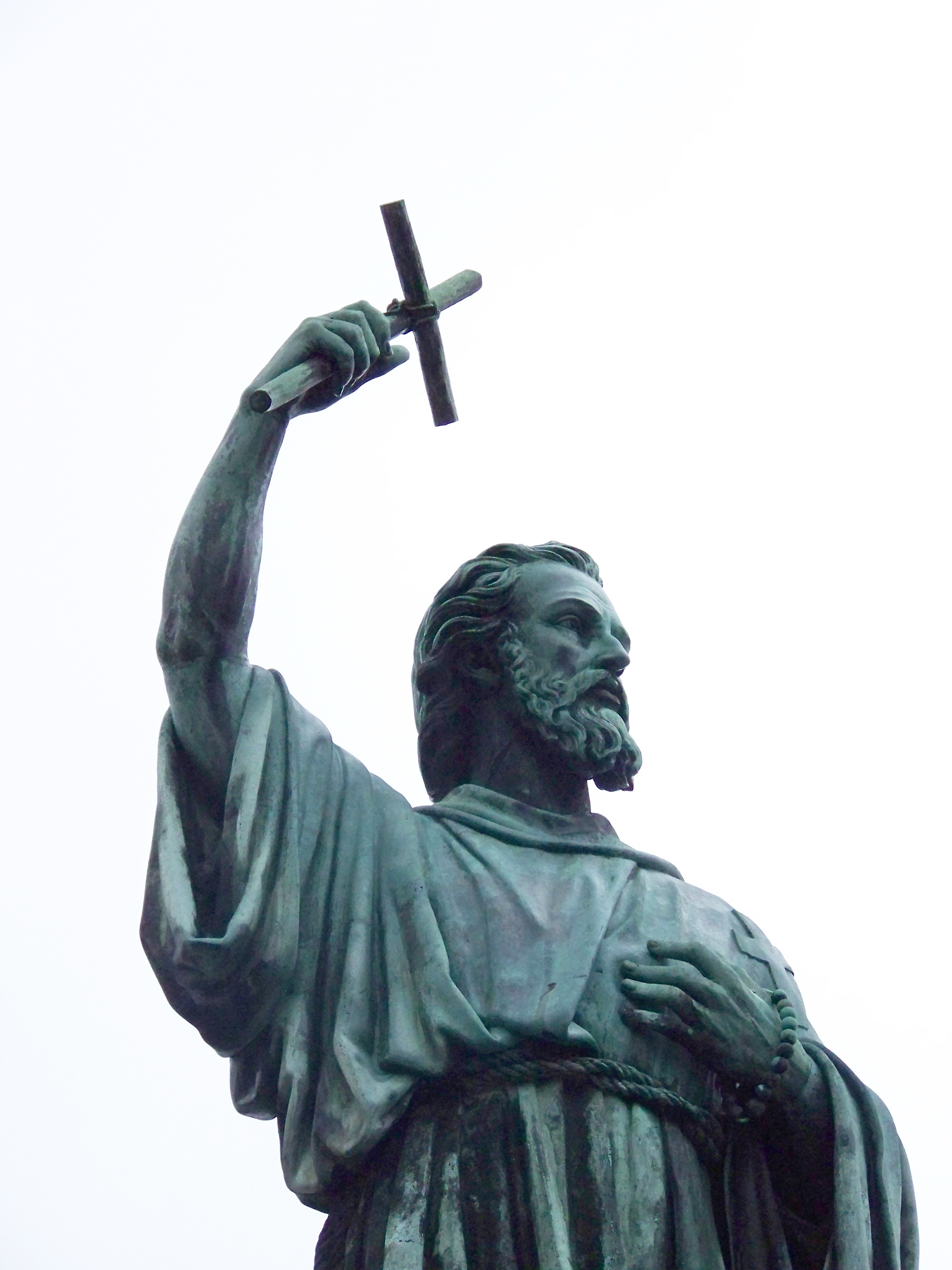
تمثال لبطرس الناسك يوجد خلف كاتدرائية أميان. نحته جيديون دي فورسفيل سنة 1854

قاد بطرس الناسك أحد الجيوش الخمسة التي اشتركت في الحملة الصليبية الأولى إلى الأراضي المقدسة في بيت المقدس انطلاقاً من مدينة كولونيا في أبريل 1096 وكان قوام جيشه 40 ألفاً من الرجال والنساء، وفي نهاية يوليو من نفس العام وصل الجيش (الذي أصبح عدده الآن 30 ألفاً من الرجال والنساء) إلى القسطنطينية، ولم يكن الإمبراطور البيزنطي ألكسيوس الأول كومنينوس سعيداً بقدوم هذه الحملة، فقد أصبح يتعين عليه لآن ـ باعتباره رأس الكنيسة الأرثوذكسية الشرقيةـ أن يتكفل بإعاشة وتموين هذا الحشد الجرار لما تبقى من رحلتهم.
لم يستطع معظم الفقراء الذين قرروا الاشتراك في الحملة أن يشاركوا فيها بالفعل؛ إذ لم يكفِ معظمهم ما وفره النبلاء والأسقفيات لهم من مؤن للسفر فعانى بعضهم من المجاعة وعاد عدد منهم أدراجه إلى بلاده وأُسر عدد كبير منهم على أيدي النخاسين في البلقان وبيعوا في سوق الرقيق. ولم يبق مع بطرس الناسك إلا قسم واحد من جيشه استطاع الوصول إلى القسطنطينية، وهو القسم الذي كان يقوده والتر المفلس (Walter Sans-Avoir)، فعسكر الجميع خارج القسطنطينية ودارت مفاوضات لنقل أفراد الحملة إلى الأراضي المقدسة، نفد خلالها ما أمد الإمبراطور الحملة به من مؤن ولم يستطع إمدادها بالمزيد فأقدم «الحجاج» الجياع على سلب المخازن الإمبراطورية ليسدوا رمقهم.
ومع تزايد قلق الإمبراطور البيزنطي حيال الفوضى والمتزايدة، وخوفه من تفاقم الأوضاع مع قدوم جيوش الحملة النظامية المسلحة، أسرع الإمبراطور بالموافقة على نقل «الحجاج» بالسفن عبر مضيق البوسفور إلى الساحل الآسيوي في بدايات أغسطس، مع وعد بتوفير الحماية لهم عند المرور خلال أراضي الأتراك السلاجقة. ورغم تنبيه الإمبراطور عليهم بانتظار أوامره، إلا أن الحملة دخلت الأراضي التركية فهاجمهم الأتراك وهزموهم هزيمة ساحقة فعاد بطرس الناسك إلى القسطنطينية في يأس طالباً نجدة الإمبراطور.
ثم أخذ السلاجقة يتعقبون فلول الحملة إلى داخل حدود الدولة البيزنطية وقضت قواتهم التي كانت أكثر عدداً وتنظيماً على معظم أفراد حملة الفقراء أو أسرتهم، رغم ما وعدهم به بطرس النساك من حماية الرب لمسيرتهم. وفي شتاء 1096ـ1097، وبعد أن يئس بطرس الناسك ـ هو والقلة القليلة التي بقيت معه ـ من استجابة الإمبراطور، قرروا انتظار القوات الصليبية النظامية لتكون مصدر حمايتهم الوحيدة لاستكمال رحلة «الحج».
وعندما وصل الأمراء، انضم بطرس الناسك إليهم كعضو في مجلسهم العسكري في مايو 1097، وسار معهم هو والقلة التي بقيت معه إلى بيت المقدس مروراً بآسيا الصغرى. وباستثناء بعض الخطب الحماسية التي ارتجلها لاستثارة حماس الجنود لم يلعب بطرس الناسك دوراً يذكر فيما تبقى من تاريخ الحملة الصليبية الأولى، التي تحول دورها إلى مجرد حملة عسكرية لتأمين الحجاج في طريقهم إلى الحج إلى الأماكن المقدسة في فلسطين.
ثم عاد بطرس الناسك إلى الظهور في أوائل سنة 1098 عندما حاول الفرار من حصار أنطاكية، كما نسبت إليه بعض المصادر خطبة ألقاها لتحميس الجنود الصليبيين المحاصرين والمحطمين والجوعى للهجوم على جيش المسلمين الأقوى والأكثر عدداً الذي يحاصر المدينة، وهو ما أدى إلى سحقهم على يد محاصريهم.
وفي منتصف نفس العام، أوفده الأمراء إلى الأمير كربغا لدعوته لحسم الخلافات من خلال مبارزة رفضها الأمير، وفي مارس من عام 1099 ظهر بطرس الناسك على الساحة مجدداً كخازن لأموال النذور أثناء حصار عرقا، وأثناء الصلوات الصليبية الضارعة التي أقيمت خارج أسوار بيت المقدس قبل سقوطه في أيدي الصليبيين، ثم الصلوات التي أقيمت في بيت المقدس قبيل الانتصار الذي اعتبره الصليبيون إعجازياً في موقعة عسقلان (أغسطس 1099)، وفي نهاية نفس العام توجه بطرس الناسك إلى اللذقية حيث أبحر عائداً إلى الغرب ليختفي للأبد منذ ذلك الحين من سجلات التاريخ، غير أن ألبير ديكس كتب أنه توفي سنة 1131، وكان عند وفاته رئيس كنيسة القبر المقدس التي أسسها في فرنسا.